# 图库姆斯II站
图库姆斯II站是拉脱维亚图库姆斯的一个火车站，位于文茨皮尔斯-图库姆斯、图库姆斯-叶尔加瓦和托尔尼亚卡尔内斯-图库姆斯铁路线上，车站建于1904年，是图库姆斯一个重要的铁路枢纽。